# 洛凯尔塔斯
洛凯尔塔斯（法語：Locqueltas，法語發音：[lɔkɛltas]）是法国莫尔比昂省的一个市镇，属于瓦讷区。

## 地理
洛凯尔塔斯（47°45'25"N, 2°45'58"W）面积19.46 平方千米，位于法国布列塔尼大區莫尔比昂省，该省份为法国西北部沿海省份，位于布列塔尼半岛南部，北起阿摩尔滨海省、西接菲尼斯泰尔省，南濒大西洋，东南接大西洋卢瓦尔省，东临伊勒-维莱讷省。
与洛凯尔塔斯接壤的市镇（或旧市镇、城区）包括：科尔波、圣让布雷沃莱、普洛德朗、蒙泰尔布朗、圣阿韦、默孔、洛克马里亚格朗尚。

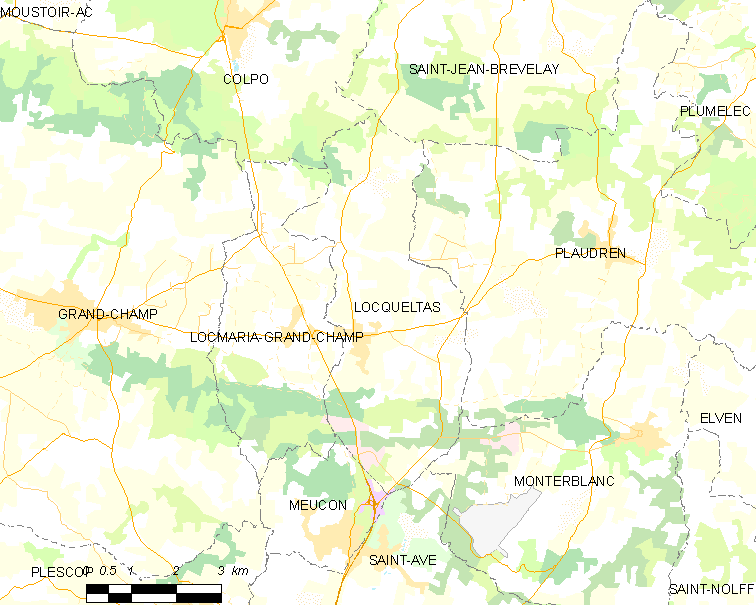
洛凯尔塔斯的OSM定位图

洛凯尔塔斯的时区为UTC+01:00、UTC+02:00（夏令时）。

## 行政
洛凯尔塔斯的邮政编码为56390，INSEE市镇编码为56120。

## 政治
洛凯尔塔斯所属的省级选区为格朗尚县。

## 人口

1962-2008年间洛凯尔塔斯人口变化图示

洛凯尔塔斯于2022年1月1日时的人口数量为1980人。